# Billy Gunn
Monty Kip Sopp (Orlando, 11 november 1963), beter bekend als "Mr. Bad Ass" Billy Gunn, is een Amerikaans professioneel worstelaar die werkt voor de WWE als trainer binnen het programma NXT Wrestling. Hij staat onder meer bekend om zijn periode als lid van de New Age Outlaws met "The Road Dogg" Jesse James bij de worstelgroep D-Generation X in de federatie World Wrestling Federation/Entertainment, van 1998 tot 2000.

## Carrière
Sopp vormde als "Billy Gunn" jarenlang een onafscheidelijk tag team met de "The Road Dogg" Jesse James als de New Age Outlaws. In 1998 werden Gunn, de Road Dogg Jesse James en "X-Pac" Sean Waltman ongeveer gelijktijdig lid van de groep D-Generation X ("DX") van Triple H en Shawn Michaels (met Chyna), waarbij Gunn en de Road Dogg Jesse James garant stonden voor het uithalen van allerlei kattenkwaad, het handelsmerk van de groep was met name de boel op enigerlei wijze onveilig maken. Samen wonnen Gunn en Jesse James vijf maal het WWE World Tag Team Championship, een worstelkampioenschap dat Sopp uiteindelijk tien keer won onder zijn pseudoniem "Billy Gunn". Hij won dat kampioenschap namelijk ook drie keer met zijn fictieve broer Mike Polchlopek (Bart Gunn) als de "Smoking Gunns". Ten slotte veroverde hij het kampioenschap tweemaal met Chuck Palumbo. Sopp worstelde tussen 1993 en 2001 voor de organisatie World Wrestling Entertainment en was voorts actief voor Total Nonstop Action Wrestling (TNA) als Kip James, van 2005 tot 2009.

## In het worstelen
- Finishers
  - Gunnslinger (WWF/WWE)
  - Leg drop bulldog (TNA) / Fame–Ass–er (WWF) / Fame-asser (WWE)
  - Missouri Boat Ride

- Signature moves
  - Cutter
  - Fallaway slam
  - Gutbuster
  - Hip toss
  - Military press slam
  - Piledriver
  - Running high–angle corner body splash
  - Suplex powerslam
  - Tilt–a–whirl slam

- Managers
  - Sunny
  - Chyna
  - The Honky Tonk Man
  - Ryan Shamrock
  - Rico
  - Torrie Wilson
  - Roxxi Laveaux
  - The Beautiful People

- Bijnamen
  - "Badd Ass" Billy Gunn
  - "Mr. Ass"
  - "The One" Billy Gunn
  - "The Superstar"
  - "The Ass Man"
  - "The Mega Star"
  - "The Fashionist"

## Prestaties
- International Wrestling Federation
  - IWF Tag Team Championship (2 keer met Brett Colt)

- KYDA Pro Wrestling
  - KYDA Pro Heavyweight Championship (1 keer)

- Maryland Championship Wrestling
  - MCW Tag Team Championship (1 keer met B.G. James)

- Pro Wrestling Illustrated
  - PWI Tag Team of the Year (1998) met Road Dogg
  - PWI Tag Team of the Year (2002) met Chuck Palumbo

- World Pro Wrestling
  - WPW World Heavyweight Championship (1 keer)

- World Wrestling Federation/Entertainment
  - WWF Hardcore Championship (2 keer)
  - WWF Intercontinental Championship (1 keer)
  - WWE World Tag Team Championship (10 keer: met Bart Gunn (3x), Road Dogg (5x) en Chuck Palumbo (2x))
  - King of the Ring (1999)

- Wrestling Observer Newsletter awards
  - Worst Worked Match of the Year (2006) TNA Reverse Battle Royal on TNA Impact!